# Cymbidium sinense
Cymbidium sinense är en orkidéart som först beskrevs av George Jackson, och fick sitt nu gällande namn av Carl Ludwig von Willdenow. Cymbidium sinense ingår i släktet Cymbidium, och familjen orkidéer. Inga underarter finns listade i Catalogue of Life.

## Bildgalleri

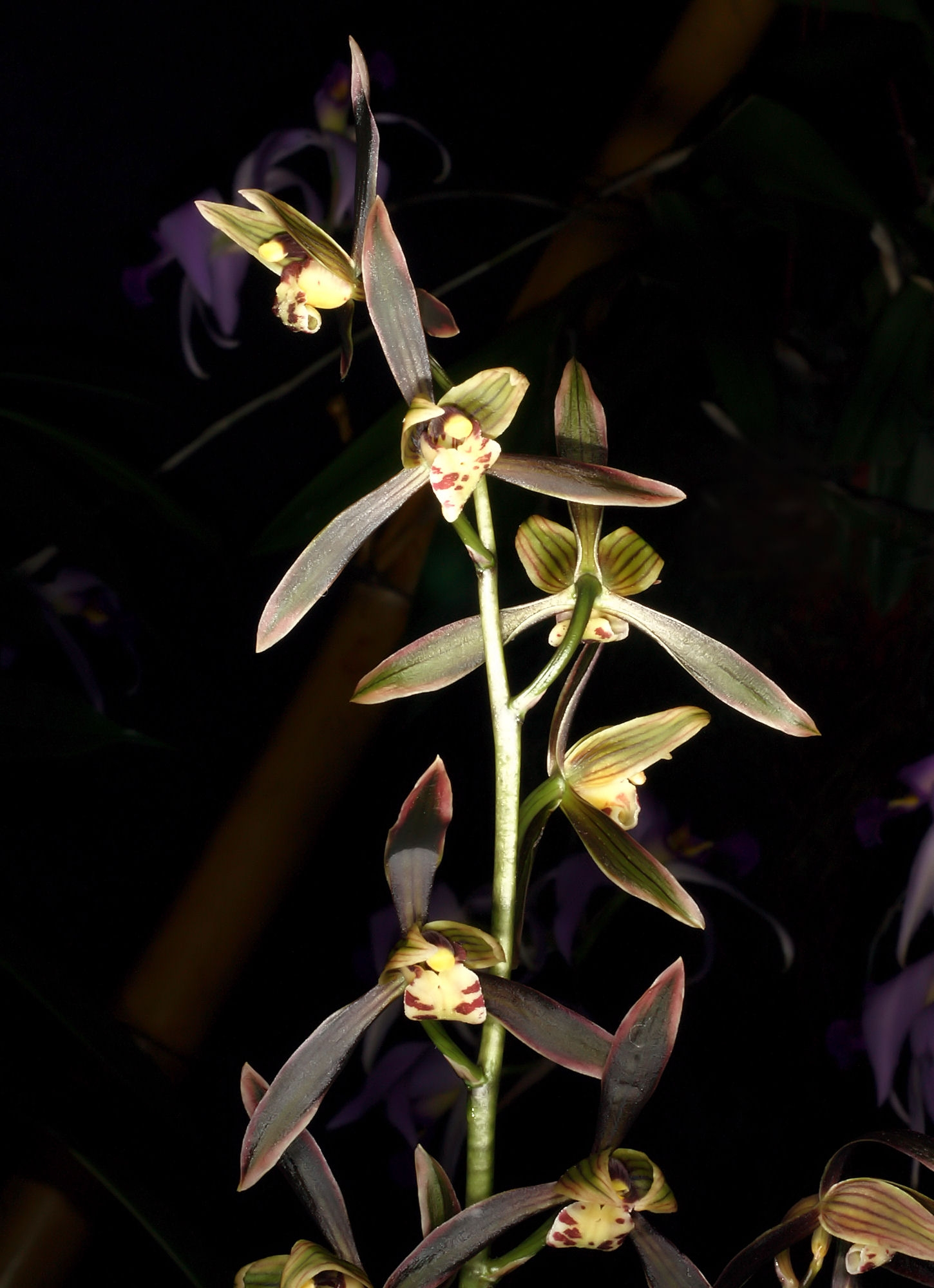
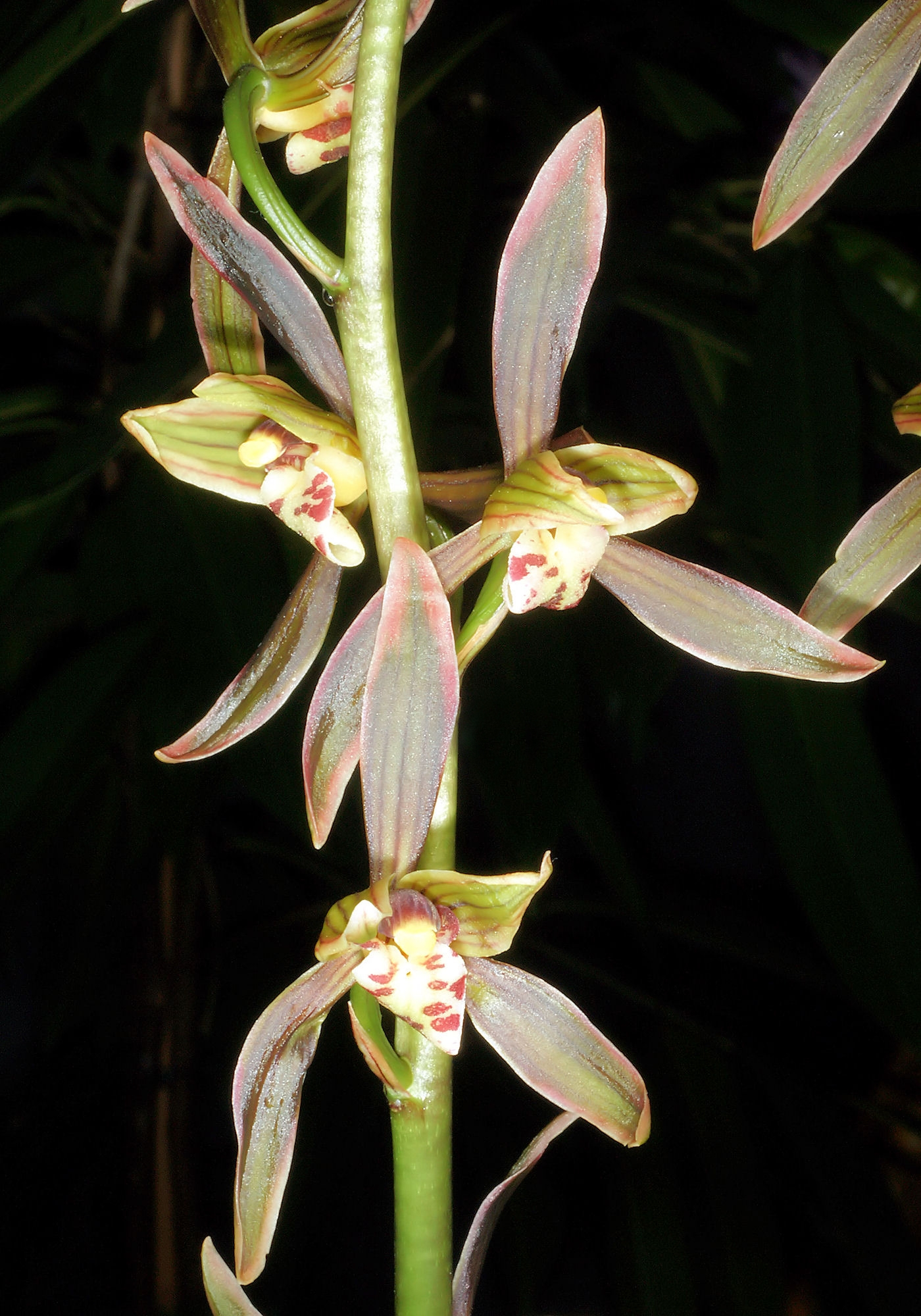
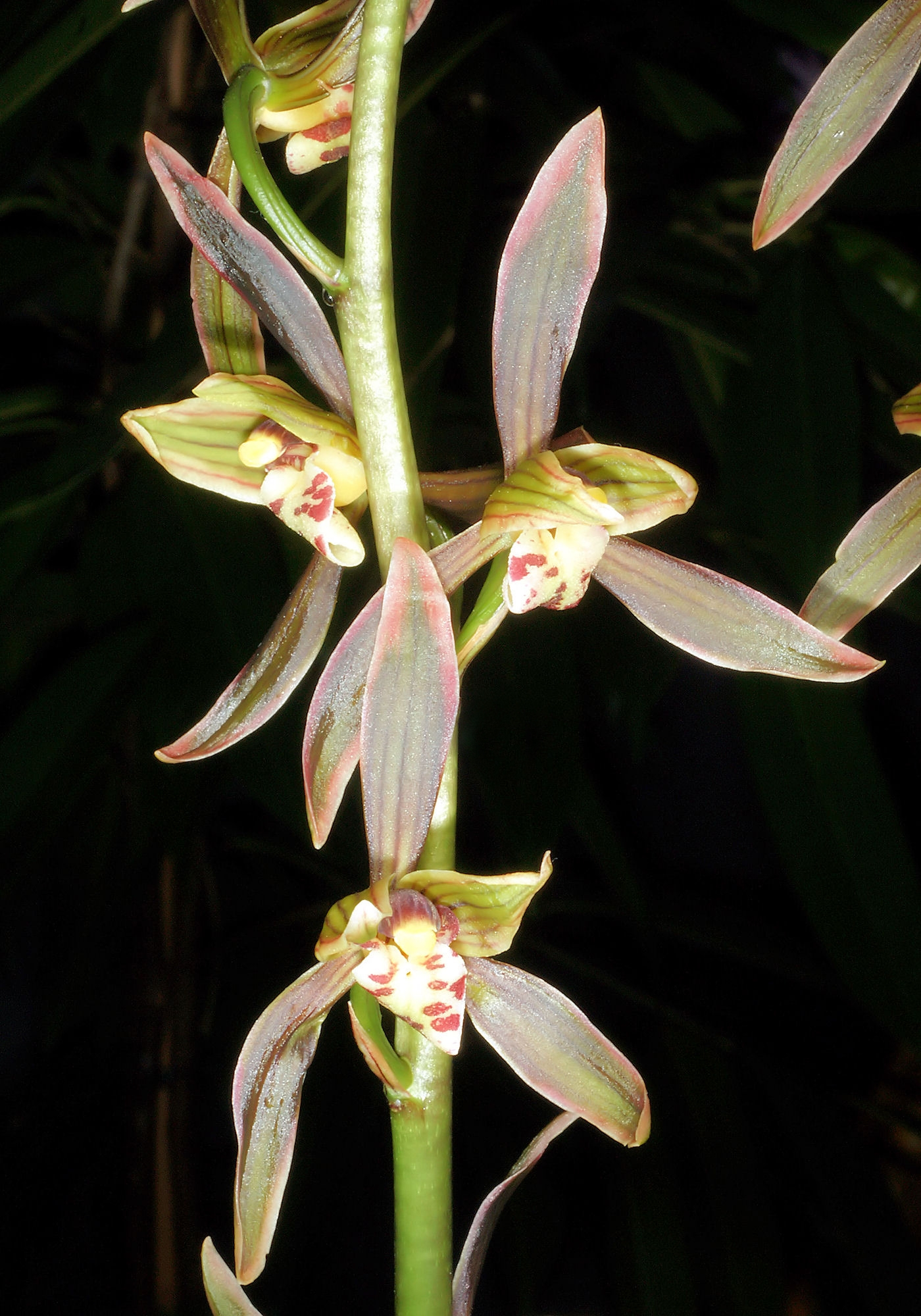
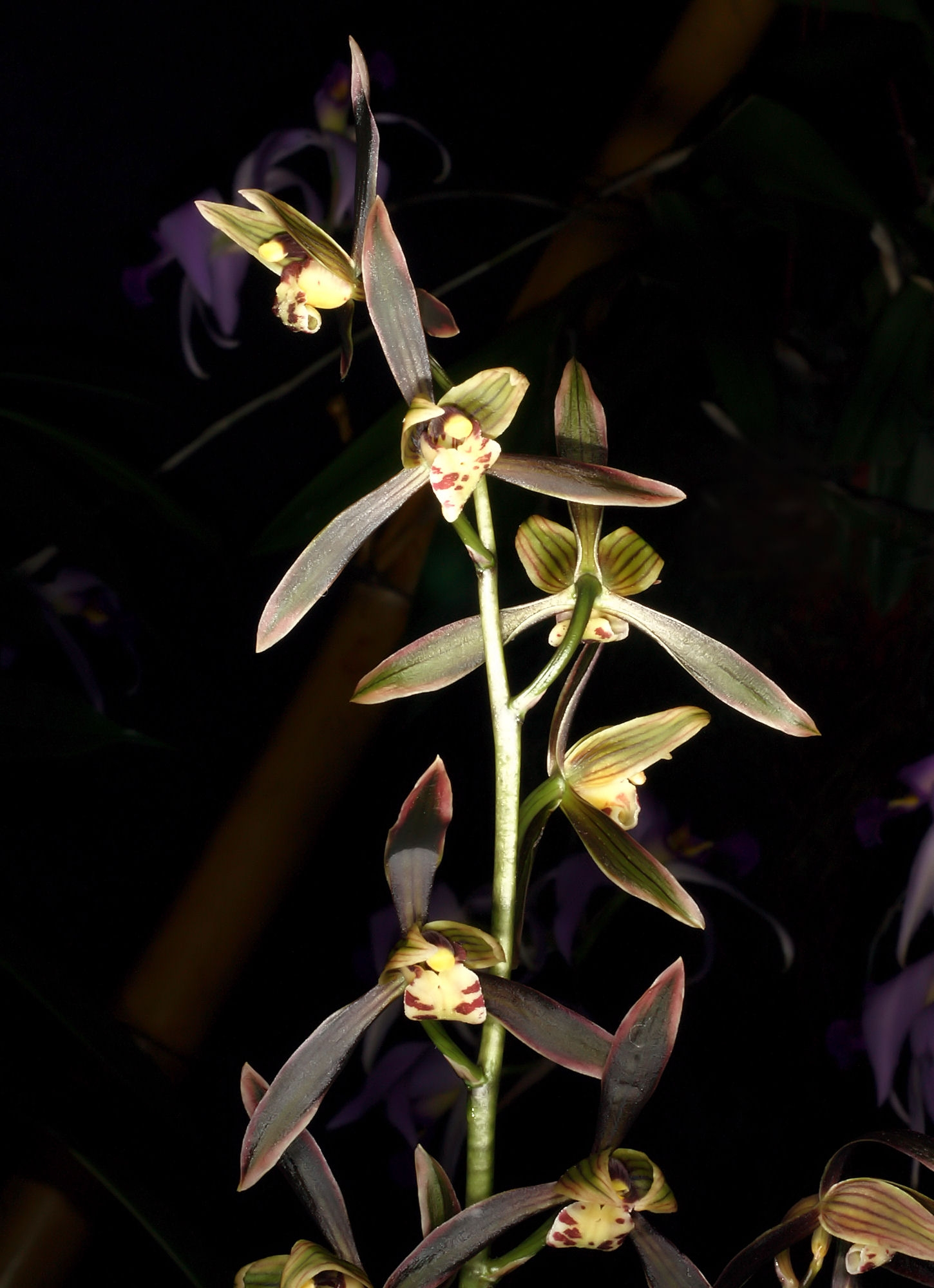